# Pablo Ferro
Pour les articles homonymes, voir Ferro.
Pablo Ferro (né le 15 janvier 1935 à Antilla (Cuba) et mort le 16 novembre 2018 à Sedona (Arizona, États-Unis)) est un graphiste américain célèbre pour son travail dans le domaine des génériques cinématographiques.

## Biographie
Né à Cuba dans la province de Holguín, Pablo Ferro immigre à New York avec sa famille durant son adolescence. Il apprend l'animation en lisant un livre de Preston Blair et se lance à son compte.
Contemporain de Saul Bass, Pablo Ferro a réalisé les génériques de plusieurs films célèbres comme Docteur Folamour (1964), Bullitt (1968), L'Affaire Thomas Crown (1968), Orange mécanique (1971), Stop Making Sense (1984), Beetlejuice (1988), L.A. Confidential (1997) ou Will Hunting (1997). 
Sa marque de fabrique est une typographie manuscrite élancée et fine, cependant parfaitement cadrée.